# Radosław Majewski
Radosław Majewski (ur. 15 grudnia 1986 w Pruszkowie) – polski piłkarz występujący na pozycji pomocnika w polskim klubie Znicz Pruszków oraz samorządowiec.

## Kariera klubowa

### Początki kariery
Majewski rozpoczął swoją karierę w Zniczu Pruszków, z którego na początku 2007 roku przeszedł do Dyskobolii Grodzisk Wielkopolski. Z drużyną tą zdobył Puchar Polski oraz dwukrotnie sięgnął po Puchar Ekstraklasy. Latem 2008 roku po fuzji Dyskobolii oraz Polonii Warszawa został zawodnikiem tego drugiego klubu. W warszawskim zespole nie spełnił pokładanych w nim nadziei, wobec czego zdecydowano się go wypożyczyć, by odbudował swoją formę.

### Nottingham Forest
23 lipca 2009 roku Majewski został na rok wypożyczony do Nottingham Forest, które zapłaciło Polonii 130 tysięcy funtów. Angielski klub zagwarantował sobie także możliwość wykupienia piłkarza za ok. milion funtów. Pierwszego gola w nowych barwach zdobył 25 sierpnia w wygranym 2:1 spotkaniu Pucharu Ligi Angielskiej z Middlesbrough. Cztery dni później podczas wygranego 3:2 meczu z Derby County zdobył swoją pierwszą bramkę w lidze. W pierwszej minucie spotkania strzałem z ok. 28 metrów pokonał bramkarza rywali.
5 maja 2010 roku Nottingham potwierdziło, że Majewski zostanie w klubie na stałe. W sezonie 2010/11 rozegrał jednak tylko 28 spotkań, gdyż Lewis McGugan wygrał z nim rywalizację o grę w pierwszym składzie. Mimo to Majewski zdołał zdobyć dwie bramki w meczach przeciwko Swansea City oraz Coventry City. Kolejne rozgrywki zakończył z dorobkiem sześciu ligowych goli. Strzelanie rozpoczął w przegranym 2:3 spotkaniu z Southampton, zaś drugą bramkę zdobył podczas wygranego 2:1 meczu z Blackpool. Gol ten dał wygraną jego zespołowi, zaś samemu Majewskiemu zapewnił miejsce w jedenastce kolejki Sky Sports. 31 marca 2012 roku zdobył hat-tricka w wygranym 3:0 meczu ligowym z Crystal Palace. Dzięki temu występowi ponownie wybrany został do najlepszej jedenastki kolejki.

## Kariera reprezentacyjna
Majewski grał w młodzieżowych reprezentacjach Polski do lat 21 oraz do lat 23. 15 grudnia 2007 roku zadebiutował w seniorskiej kadrze podczas wygranego 1:0 meczu towarzyskiego z Bośnią i Hercegowiną. 21 sierpnia 2008 został wraz z Dariuszem Dudką i Arturem Borucem zawieszony na czas nieokreślony w prawach reprezentanta Polski za spożywanie alkoholu po zakończeniu spotkania reprezentacji z Ukrainą. Do zespołu narodowego powrócił w listopadzie 2009 roku.

## Działalność polityczna
W wyborach samorządowych w 2024 kandydował do Rady Miasta Pruszkowa z listy Mazowieckiej Wspólnoty Samorządowej. Uzyskał mandat radnego, otrzymując 256 głosów (4,76%).

## Statystyki

### Klubowe
Aktualne na 15 czerwca 2019
| Klub                             | Sezon              | Liga               | Liga  | Liga   | Puchar kraju | Puchar kraju | Puchar ligi | Puchar ligi | Europa | Europa | Inne  | Inne   | Suma  | Suma   |
| Klub                             | Sezon              | Liga               | Mecze | Bramki | Mecze        | Bramki       | Mecze       | Bramki      | Mecze  | Bramki | Mecze | Bramki | Mecze | Bramki |
| -------------------------------- | ------------------ | ------------------ | ----- | ------ | ------------ | ------------ | ----------- | ----------- | ------ | ------ | ----- | ------ | ----- | ------ |
| Dyskobolia Grodzisk Wielkopolski | 2006/07            | I liga             | 14    | 0      | 3            | 1            | 8           | 0           | –      | –      | –     | –      | 25    | 1      |
| Dyskobolia Grodzisk Wielkopolski | 2007/08            | I liga             | 28    | 4      | 6            | 0            | 5           | 0           | 6      | 0      | –     | –      | 45    | 4      |
| Dyskobolia Grodzisk Wielkopolski | Ogólnie            | Ogólnie            | 42    | 4      | 9            | 1            | 13          | 0           | 6      | 0      | –     | –      | 70    | 5      |
| Polonia Warszawa                 | 2008/09            | I liga             | 29    | 1      | 6            | 0            | 3           | 0           | –      | –      | –     | –      | 38    | 1      |
| Polonia Warszawa                 | 2009/10            | Ekstraklasa        | 0     | 0      | 0            | 0            | –           | –           | 3      | 0      | –     | –      | 3     | 0      |
| Polonia Warszawa                 | Ogólnie            | Ogólnie            | 29    | 1      | 6            | 0            | 3           | 0           | 3      | 0      | –     | –      | 41    | 1      |
| Nottingham Forest                | 2009/10            | Championship       | 35    | 3      | 1            | 0            | 2           | 1           | –      | –      | 2     | 0      | 40    | 4      |
| Nottingham Forest                | 2010/11            | Championship       | 26    | 2      | 1            | 0            | –           | –           | –      | –      | 1     | 0      | 28    | 2      |
| Nottingham Forest                | 2011/12            | Championship       | 28    | 6      | 0            | 0            | 3           | 1           | –      | –      | –     | –      | 31    | 7      |
| Nottingham Forest                | 2012/13            | Championship       | 31    | 5      | 1            | 0            | 2           | 0           | –      | –      | –     | –      | 34    | 5      |
| Nottingham Forest                | 2013/14            | Championship       | 24    | 0      | 3            | 0            | 2           | 1           | –      | –      | –     | –      | 29    | 1      |
| Nottingham Forest                | Ogólnie            | Ogólnie            | 144   | 16     | 6            | 0            | 9           | 3           | –      | –      | 3     | 0      | 162   | 19     |
| Huddersfield Town                | 2014/15            | Championship       | 8     | 0      | 0            | 0            | 1           | 0           | –      | –      | –     | –      | 9     | 0      |
| PAE Weria                        | 2015/16            | Superleague Ellada | 29    | 2      | 4            | 2            | –           | –           | –      | –      | –     | –      | 33    | 4      |
| Lech Poznań                      | 2016/17            | Ekstraklasa        | 37    | 8      | 6            | 2            | –           | –           | –      | –      | 1     | 0      | 44    | 10     |
| Lech Poznań                      | 2017/18            | Ekstraklasa        | 29    | 2      | 1            | 0            | –           | –           | 5      | 2      | –     | –      | 35    | 4      |
| Lech Poznań                      | Ogólnie            | Ogólnie            | 66    | 10     | 7            | 2            | –           | –           | 5      | 2      | 1     | 0      | 79    | 14     |
| Pogoń Szczecin                   | 2018/19            | Ekstraklasa        | 36    | 8      | 1            | 0            | –           | –           | –      | –      | –     | –      | 37    | 8      |
| Ogólnie w karierze               | Ogólnie w karierze | Ogólnie w karierze | 354   | 41     | 33           | 5            | 26          | 3           | 14     | 2      | 4     | 0      | 431   | 51     |

### Reprezentacyjne
| 1. | 15 grudnia 2007      | Antalya, Turcja    | Bośnia i Hercegowina | 1:0 |  | Mecz towarzyski |
| 2. | 2 lutego 2008        | Pafos, Cypr        | Finlandia            | 1:0 |  | Mecz towarzyski |
| 3. | 27 lutego 2008       | Wronki, Polska     | Estonia              | 2:0 |  | Mecz towarzyski |
| 4. | 26 maja 2008         | Reutlingen, Niemcy | Macedonia Północna   | 1:1 |  | Mecz towarzyski |
| 5. | 20 sierpnia 2008     | Lwów, Ukraina      | Ukraina              | 0:1 |  | Mecz towarzyski |
| 6. | 18 listopada 2009    | Bydgoszcz, Polska  | Kanada               | 1:0 |  | Mecz towarzyski |
| 7. | 3 marca 2010         | Warszawa, Polska   | Bułgaria             | 2:0 |  | Mecz towarzyski |
| 8. | 12 października 2010 | Montreal, Kanada   | Ekwador              | 2:2 |  | Mecz towarzyski |
| 9. | 22 marca 2013        | Warszawa, Polska   | Ukraina              | 1:3 |  | El. MŚ 2014     |

## Sukcesy

### Dyskobolia Grodzisk Wielkopolski
- Puchar Polski: 2006/07
- Puchar Ekstraklasy: 2006/07, 2007/08

### Lech Poznań
- Superpuchar Polski: 2016

### Indywidualne
- Odkrycie roku plebiscytu Piłki Nożnej: 2007